# 桑迪 (奧勒岡州)
桑迪（英語：Sandy）是美國奧勒岡州克拉克默斯縣的一座城市，位於奧勒岡州第一大城波特蘭東方約43公里，名稱來自於附近的桑迪河。

## 外部來源
- 维基共享资源上的相關多媒體資源：桑迪
- 官方网站
- Entry for Sandy （页面存档备份，存于） in the Oregon Blue Book
- Sandy Area Chamber of Commerce （页面存档备份，存于）